# Pro Evolution Soccer 2011
Pro Evolution Soccer 2011 (сокращенно PES 2011) — компьютерная игра в жанре спортивного симулятора из серии Pro Evolution Soccer от компании Konami, десятой в серии PES и восьмой, выходящий на ПК. Международный релиз игры состоялся осенью 2010 года на ПК, Xbox 360, PlayStation 3, PlayStation Portable, PlayStation 2 и Nintendo Wii.

## Об игрe
Геймплей
- Введена шкала пасов и ударов прямо под игроком, которая позволит пользователю направить мяч с нужной силой в любую точку поля. Её можно будет отключать[3].
- Улучшены алгоритмы ИИ: теперь они не мешаются, а помогают игроку. Лучше действует оборона, делая упор на персональную опеку вошедшего в зону форварда.
- Улучшено физическое взаимодействие между игроками.
- Улучшены пасы на 360 градусов.
- Введена некая новая шкала усталости.
- Приближена к реализму скорость игры.
- Около 15—20 игроков во всей игре (Speed Stars) могут двигаться в больше чем 16 разных направлениях[4]. О статусе Speed Star в интерфейсе игры говориться не будет[5].
- В игре будет 5 уровней сложности[5].
- Скорость игры будет регулируема[5], есть 5 различных уровней скорости, от −2 до +2[6].

Графика
- Полностью заменены анимации, около 1000 новых.
- В повторах используется «блюр» — эффект размытия.
- У камер теперь появится угол обзора, отличный от нуля.
- Обновлённая табличка со счётом.

Управление
- Новая система управления позволяет контролировать каждый элемент игры.
- Финты теперь могут быть назначены игроком на правый стик.
- В производстве игры использовалась инверсная кинематика[7][8].

Интерфейс
- Обновлённый тактический интерфейс. Используется Drag’n’Drop, можно будет назначать автоматическое включение определённых тактик при определённых условиях (например, при определённом счёте)[6].
- Появятся «приятные сюрпризы» в меню редактирования[9].

Разное
- В игре будут представлены Лига чемпионов УЕФА, Лига Европы УЕФА и Кубок Либертадорес
- В новой части игры мы получим лицензированный Супер Кубок УЕФА и возможность сразиться за него с командой победившей в Лиги Чемпионов или Лиги Европы
- Введена онлайн-Мастер-лига.
- На обложке игры снова появится Лионель Месси.
- Будут режимы игры онлайн более чем 1v1[5].
- Появятся новые карточки возможностей, например, «Tenacity» — «Цепкость»[9].
- Второй англоязычный комментатор, Марк Лоуренсон, будет заменен на Джима Беглина. Джон Чампион останется на своём месте[10].
- В версии, в которую давали играть журналистам в мае, присутствовали «Интер», «Манчестер Юнайтед», «Барселона», сборные Аргентины, Нидерландов, Кот-д’Ивуара и Англии[9].
- Комментатор будет говорить, какие команды играют если они лицензированы международным издателем.
- В PSP-версии появились комментаторы.

## Хронология разработки
- 8 апреля 2010 — объявлено о появлении в PES 2011 лицензированной Копа Либертадорес[11].
- 4 мая 2010 — официальный анонс игры. Выпущены первый тизер.
- 1 июня 2010 — снятие эмбарго на освещение первого игрового теста PES 2011, проведенного для некоторых игровых изданий в японском офисе KONAMI за месяц до этого. В течение этого и нескольких последующих дней последовала масса новостей об игре:
  - Videogameszone.de — новые скриншоты[12], видео из студии с отрывками геймплея[13], статья о плейтесте[14], интервью с Синго Такацукой[15];
  - IGN — отчёт о тесте[4], интервью с Синго Такацукой[5];
  - Vandal.net — отчёт о тесте[16];
  - Eurogamer — отчёт о тесте[6];
  - Jeuxvideo.fr — отчёт о тесте[17], интервью с Шинго Такатсукой[18];
  - CVG/PSM3 — отчёт о тесте в форме вопросов и ответов[9], видеоотчёт[19], упоминание об игре в подкасте[20], четырёхстраничный разворот в PSM3;
  - Gamekult — интервью с Синго Такацукой[21].
- 15 июня 2010 — на игровой выставке Е3 в Лос-Анджелесе появляется первый официальный трейлер игры с отрывками геймплея и небольшой презентацией Копа Либертадорес.
- 15 сентября 2010 — выход демо-версии.

## Отзывы
| Сводный рейтинг     | Сводный рейтинг | Сводный рейтинг | Сводный рейтинг | Сводный рейтинг | Сводный рейтинг | Сводный рейтинг | Сводный рейтинг | Сводный рейтинг |
| Издание             | Оценка          | Оценка          | Оценка          | Оценка          | Оценка          | Оценка          | Оценка          | Оценка          |
| Издание             | 3DS             | iOS             | PC              | PS2             | PS3             | PSP             | Wii             | Xbox 360        |
| ------------------- | --------------- | --------------- | --------------- | --------------- | --------------- | --------------- | --------------- | --------------- |
| GameRankings        | 73,92 %         | 70 %            | 78,50 %         | N/A             | 77,87 %         | 75,67 %         | 76,33 %         | 77,28 %         |
| Metacritic          | N/A             | 76/100          | 79/100          | 80/100          | 77/100          | 74/100          | 78/100          | 79/100          |
| Иноязычные издания  |                 |                 |                 |                 |                 |                 |                 |                 |
| Издание             | Оценка          | Оценка          | Оценка          | Оценка          | Оценка          | Оценка          | Оценка          | Оценка          |
| Издание             | 3DS             | iOS             | PC              | PS2             | PS3             | PSP             | Wii             | Xbox 360        |
| Destructoid         | N/A             | N/A             | N/A             | N/A             | N/A             | N/A             | N/A             | 6,5/10          |
| Edge                | N/A             | N/A             | N/A             | N/A             | 6/10            | N/A             | N/A             | N/A             |
| Eurogamer           | N/A             | N/A             | N/A             | N/A             | N/A             | N/A             | N/A             | 7/10            |
| Game Informer       | N/A             | N/A             | N/A             | N/A             | 9/10            | N/A             | N/A             | 9/10            |
| GameSpot            | N/A             | N/A             | N/A             | N/A             | 8/10            | N/A             | 7/10            | 8/10            |
| GameTrailers        | N/A             | N/A             | N/A             | N/A             | N/A             | N/A             | N/A             | 8,6/10          |
| GameZone            | N/A             | N/A             | N/A             | N/A             | 7/10            | N/A             | N/A             | 7/10            |
| IGN                 | N/A             | N/A             | N/A             | N/A             | 9/10            | N/A             | N/A             | 9/10            |
| OXM                 | N/A             | N/A             | N/A             | N/A             | N/A             | N/A             | N/A             | 8,5/10          |
| PC Gamer (UK)       | N/A             | N/A             | 74 %            | N/A             | N/A             | N/A             | N/A             | N/A             |
| The Daily Telegraph | N/A             | N/A             | N/A             | N/A             | N/A             | N/A             | N/A             | 8/10            |
| The Guardian        | N/A             | N/A             | N/A             | N/A             | N/A             | N/A             | N/A             | 3/5             |

Игра получила более менее положительные отзывы на всех платформах.